# 게라주

게라주

게라주(프랑스어: Région du Guéra, 아랍어: منطقة قيرا)는 차드 중남부에 위치한 주로, 주도는 몽고이며 2개 현(게라현, 바르시냐카현)을 관할한다.